# Queensland-Araukarie

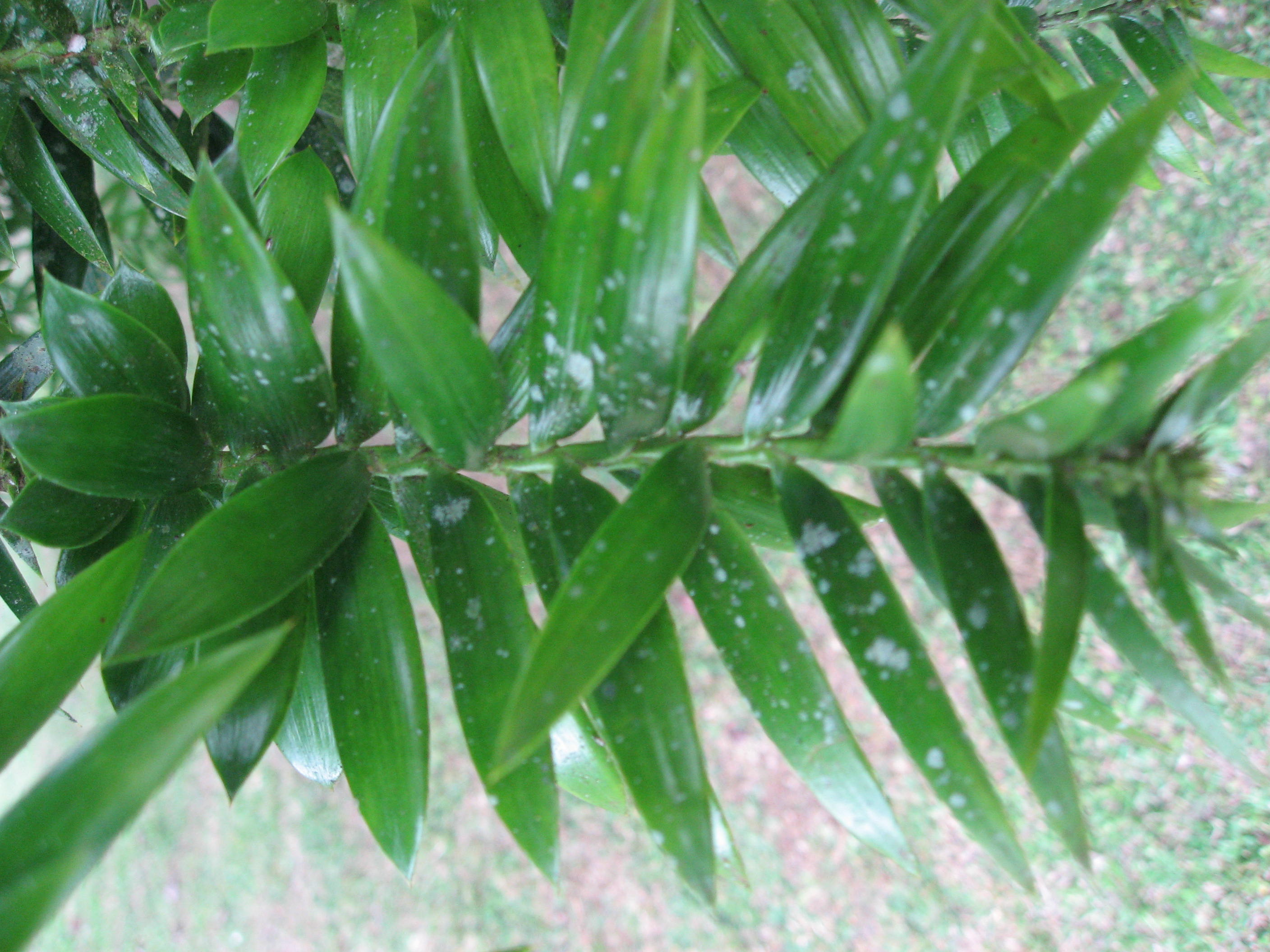
Zweig mit Blättern

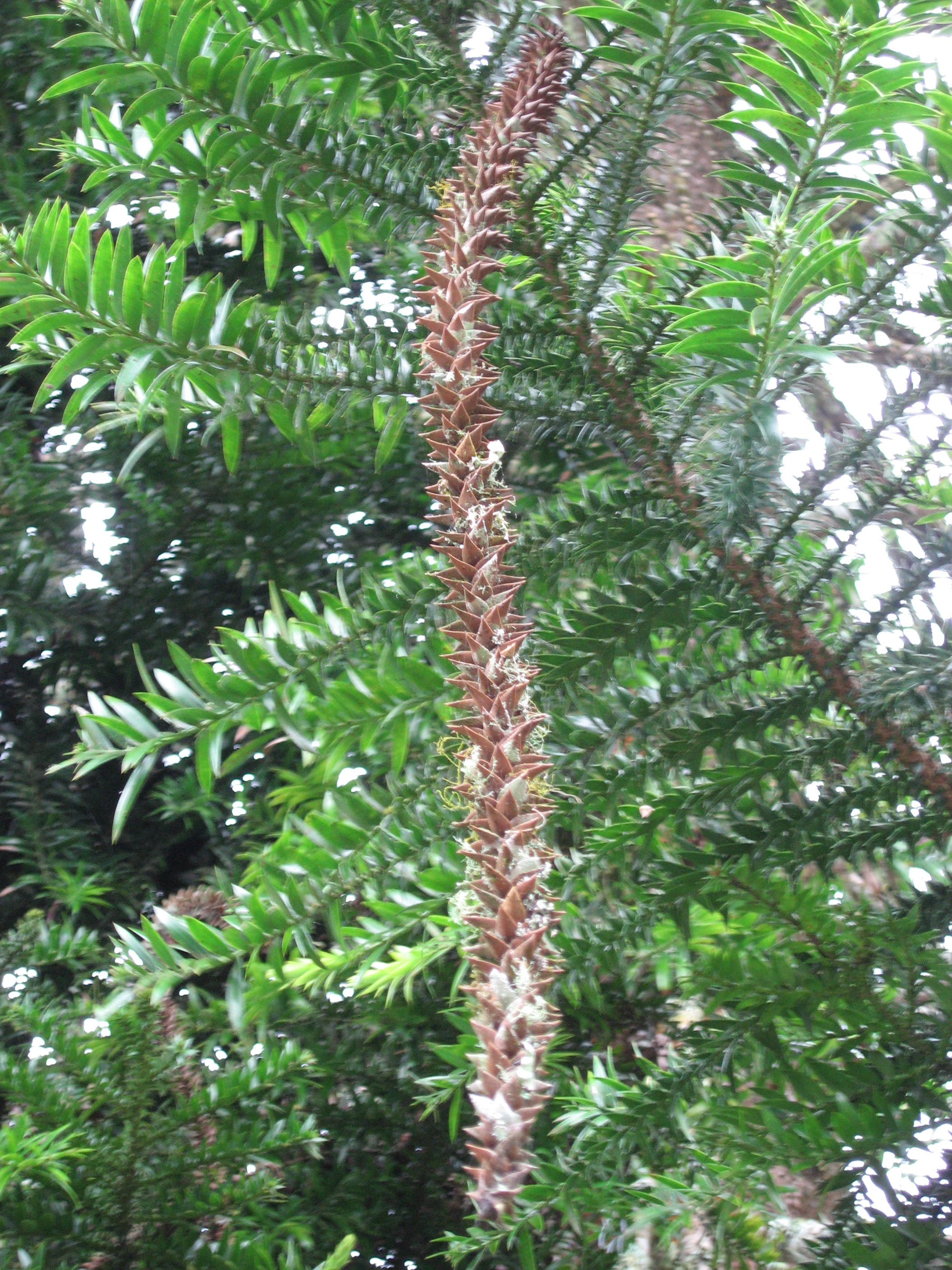
Männlicher Zapfen

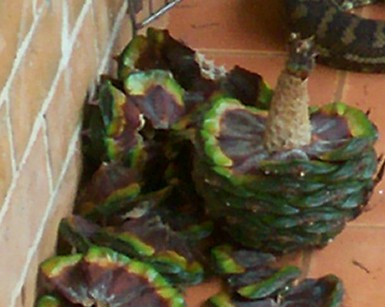
Weibliche Zapfen

Die Queensland-Araukarie (Araucaria bidwillii), auch Bunya-Bunya-Baum genannt, ist eine Pflanzenart aus der Gattung der Araukarien (Araucaria) in der Familie der Araukariengewächse (Araucariaceae). Sie ist im östlichen Australien heimisch.

## Beschreibung
Araucaria bidwillii wächst als Baum und erreicht Wuchshöhen bis zu 35 Meter. Es werden auch bis zu 50 Meter Höhe und 150 Zentimeter Brusthöhendurchmesser erreicht. Die Baumkrone ist symmetrisch; bei jungen Bäumen ist sie eher pyramidal, bei älteren Bäumen kuppelförmig. Vom dicken Stamm spreizen sich lange Äste quirlig ab. Die dunkelbraune bis schwarze Borke löst sich in bis zu 2,5 mal 7,5 Zentimeter großen Schuppen. Die Rinde eines ausgewachsenen Baumes ist gewöhnlich 5 bis 10 Zentimeter dick und tief gefurcht.
Es liegt Heterophyllie vor. Die Blätter von jungen Bäumen (möglicherweise eine Anpassung an den lichtarmen Standort im Schatten der größeren Bäume) sind hellgrün, glänzend, schmal und 2,5 bis 5 Zentimeter lang; sie sind starr und enden in einer scharfen Spitze. Diese Blätter stehen zweireihig an den Zweigen. Die Blätter von erwachsenen Bäumen stehen radial um den Zweig und überlappen sich häufig gegenseitig. Sie sind glänzend dunkelgrün, ledrig und 0,7 bis 2,8 Zentimeter lang. In der Form sind sie breiter und lanzettlich bis dreieckig-eiförmig. Sie besitzen keine Hauptadern, sondern viele parallel verlaufende dünne Blattadern. Die Stomata verlaufen abaxial.
Die Queensland-Araukarie ist einhäusig getrenntgeschlechtig (monözisch). Die Bäume beginnen etwa im Alter von 14 Jahren, Zapfen zu tragen. Die männlichen Zapfen erscheinen im April und reifen im September bis Oktober. Sie sind langgestreckt zylindrisch, bis zu 20 Zentimeter lang und werden an den Enden von kurzen Seitenzweigen gebildet.
Die weiblichen Zapfen setzen von Dezember bis März an; sie benötigen ab der Bestäubung etwa 17 Monate Reifezeit. Die Zapfen sind ananasförmig und wegen ihrer enormen Größe unverwechselbar: Sie sind ovoid bis fast kugelförmig (also etwa ananasförmig) und werden etwa 30 × 22 Zentimeter groß. Die dunkelgrünen Zapfen wiegen bis 8, teilweise auch bis 10 kg. Die Zapfenschuppen sind länglich-elliptisch oder länglich-eiförmig; der Rand ist relativ dick. Die Spitze der Zapfenschuppen endet dreieckig. Der Zapfen enthält 50 bis 100 große Samen, die etwa 2,5 Zentimeter lang und ungeflügelt sind. Die Samen sind elliptisch mit langgezogenem Ende; sie sind umhüllt von einem dünnen, fahlgelben Integument. Die Samen sind essbar.
Für die Keimung benötigen die Samen viel Feuchtigkeit. Es wurde Keimung der im Zapfen sitzenden Samen beobachtet, wenn dieser feucht liegt. Die Keimung erfolgt hypogäisch; der Same produziert erst eine Wurzel und transportiert dann die Nährstoffe des Samens in eine Knolle, aus der danach der Trieb emportreibt. Der Same kann 2 bis 24 Monate liegen, bevor der Keimling die Erdoberfläche durchbricht.
Da die Samen ungeflügelt sind und normalerweise der intakte weibliche Zapfen mit seinen grünen Deckschuppen vom Baum fällt, scheint die Samenverbreitung sehr eingeschränkt zu sein (Rollen des Zapfens hügelabwärts, Transport durch Wasser). Deshalb vermutet man, dass hauptsächlich (möglicherweise ausgestorbene) Tierarten für die Samenverbreitung vorgesehen sind. Man kennt jedoch bislang kein auf dieses Samenangebot spezialisiertes Tier. Es wurden aber bereits einige Nagetierarten beim Bevorraten oder Verbreiten der Samen beobachtet.

## Verbreitung und Standort
Die Heimat dieser Art liegt in Australien in Queensland. Ihre Naturstandorte bestehen grob aus zwei Regionen: einem großen Areal im Südosten von Queensland sowie zwei kleineren Gebieten weit im Norden des Staates. In beiden Regionen wächst die Art im Regenwald und ist häufig mit der zweiten auf dem australischen Kontinent heimischen Araukarienart, Araucaria cunninghamii, vergesellschaftet. In der Region im Südosten von Queensland bestehen fünf Hauptareale von natürlichen Vorkommen vom 27. bis zum 26./25. Breitengrad: die Blackall Range westlich von Nambour, das obere Tal des Mary River, die Berge am oberen Brisbane River, das Yarraman-Blackbutt-Gebiet und die Bunya Mountains westlich von Yarraman. Die beiden natürlichen Habitate im nördlichen Queensland liegen am Mt. Lewis (16,5. Breitengrad) und an den Cunnabullen Falls (Breitengrad 17,67).
Diese Art wächst bevorzugt auf Böden basaltischen Ursprungs und in Regionen mit jährlichen Niederschlägen über 1000 mm. Die Queensland-Araukarie verträgt Temperaturen zwischen −10 und +40 °C.
Die Belaubung der nördlichen Population ist breiter und endet in einer weniger scharfen Spitze als bei der südlichen Population.
Heute wird die Queensland-Araukarie als Zierbaum auch an anderen Standorten in Queensland und New South Wales gepflanzt. Auch in anderen warmen Regionen der Welt, so in den südlichen USA, Neuseeland und China wurden Pflanzungen vorgenommen.

## Systematik
Die Erstbeschreibung dieser Art erfolgte 1843 unter dem Namen Araucaria bidwilli durch den britischen Botaniker William Jackson Hooker in London J. Bot. 2, S. 503, Tafel 18–19. Das Artepitheton wurde später durch Anfügen eines zweiten Vokals „i“ zu bidwillii abgeändert. Mit dem Artepitheton wird der Pflanzensammler John Carne Bidwill (1815–1853) geehrt, der diese Pflanzenart wohl als Erster 1843 gesammelt hatte.
Innerhalb der Gattung der Araukarien (Araucaria) wird die Art in die Sektion Bunya gestellt, in der sie der einzige rezente Vertreter ist. Es sind jedoch weitere fossile Arten aus der Sektion bekannt, darunter Araucaria mirabilis vom Jurassic-Cerra-Cuadrado-Wald in Patagonien. Es sind aber keine jüngeren Fossilien aus dem Känozoikum bekannt, die die Sektion Bunya repräsentieren.

## Nutzung
Die essbaren Samen waren eine bedeutende Nahrungsquelle für die Aborigines. 1842 wurden die Bestände des Baumes wegen seiner Bedeutung als Nahrungsquelle per königlichem Dekret geschützt:

“It having been represented to the Governor that a district exists to the Northward of Moreton Bay in which a fruit-bearing Tree abounds, called Bunya, or Banya Bunya, and that the Aborigines from considerable distance resort at certain times of the year to this District for the purpose of eating the fruit of the said Tree:-- His Excellency is pleased to direct that no Licenses be granted for the occupation of any Lands within the said District in which the Bunya or Banya Bunya Tree is found. And notice is herby given, that the several Crown Commissioners in the New England and Moreton Bay Districts have been instructed to remove any person who may be in the unauthorised occupation of Land whereon the said Bunya or Banya Bunya Trees are to be found His Excellency has also directed that no Licenses to cut Timber be granted within the said District”

Dieser Bestandsschutz wurde jedoch durch den Queensland Unoccupied Crown Lands Occupation Act 1860 aufgehoben, womit die Ausbeutung der Bestände zur Nutzholzgewinnung einsetzte. In den 1860er Jahren setzte der Bau von Sägemühlen ein, und die Bestände der Bunya Mountains und der Blackall Ranges wurden abgeholzt. Das Holz wurde unter anderem für Bretter und Bodenbeläge verwendet.
Heute sind verbliebene Restbestände geschützt. Lediglich Samen werden an den Naturstandorten noch gesammelt.
Zur Nutzholzgewinnung sind Waldplantagen, allerdings von geringer Ausdehnung, angelegt worden. Die australische Firma Cole Clark verwendet die Hölzer zum Bau von Gitarren im oberen Preissegment.

## Besondere Exemplare
Ein Exemplar am Bunya Track im Bunya-Mountains-Nationalpark wurde im Jahr 2002 mit 50 Metern Höhe und 186 Zentimetern Stammdurchmesser in Brusthöhe vermessen. Im nahegelegenen Little Falls Trail wurden bei einem weiteren Exemplar 51,5 Meter Höhe und 133 Zentimeter Stammdurchmesser gemessen.